# Кречет (посыльное судно)
Кре́чет — посыльное судно, впоследствии штабной корабль командующего Балтийским флотом.

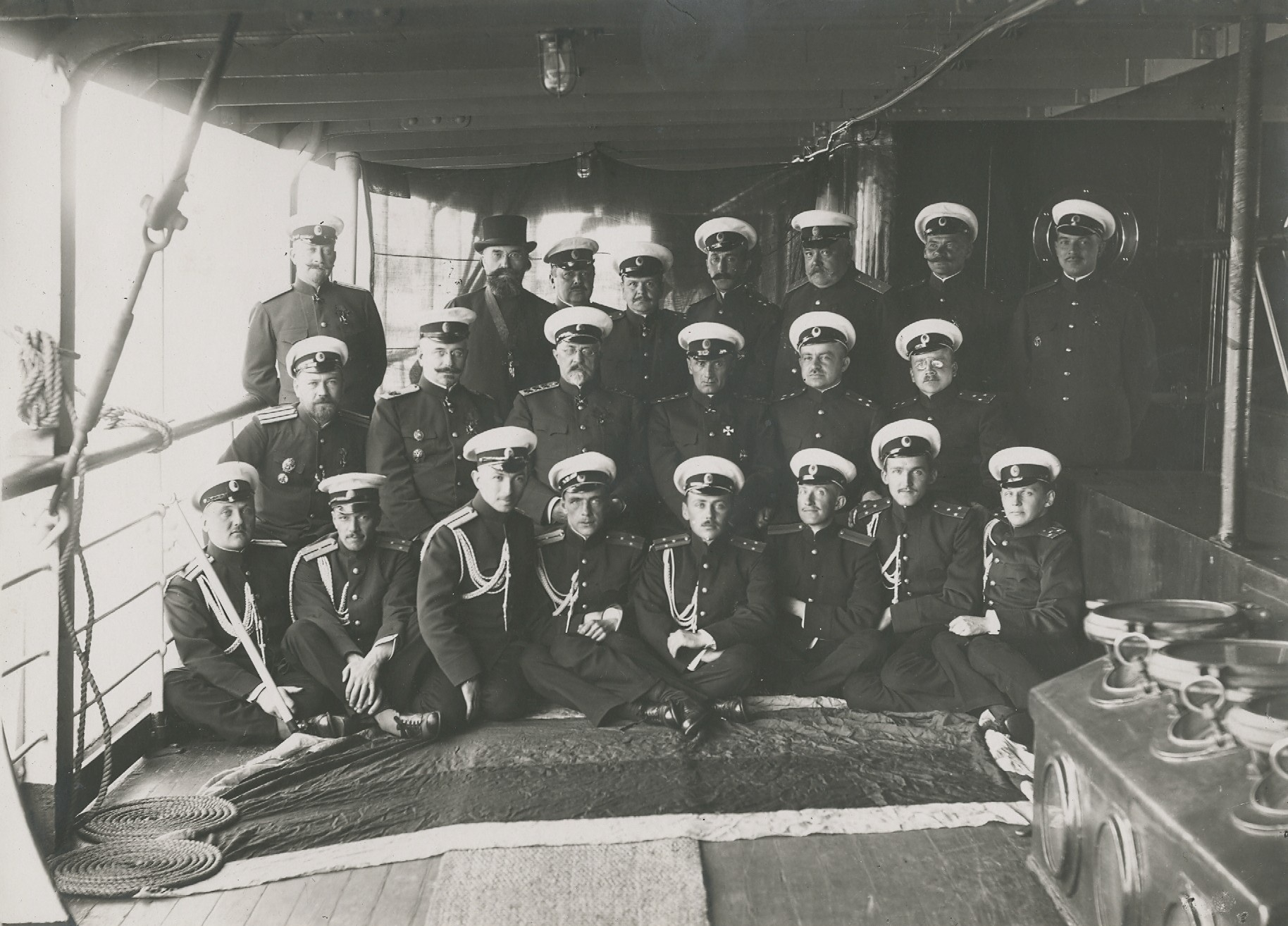
Адмирал Канин и его штаб на палубе посыльного судна «Кречет» (июль 1916)

Грузопассажирский пароход Polaris, предназначенный для финской судоходной компании "Finska Ångfartygs Aktiebolaget" (Гельсингфорс) был спущен на воду британской верфью Gourlay Brothers & Co. в Данди 15 декабря 1898 года (стапельный №184). Введен в эксплуатацию 26 марта 1899 года, после чего использовался, в основном, на линии между Гельсингфорсом, Копенгагеном и Гуллем.
23 июля 1914 года реквизирован Морским ведомством в качестве военно-транспортного судна, базировался в Гельсингфорсе. 16 августа 1914 года под литерой «У» зачислен во 2-ю партию траления Свеаборгского порта как минный транспорт. В ноябре 1914 года вновь переименован в Polaris. 21 мая 1915 года был принудительно выкуплен у финского владельца и вновь переименован в «У» с зачислением в список военных судов. 12 августа того же года был переклассифицирован в посыльное судно и переименован в «Кречет». Использовался как плавказарма. 25 октября 1917 года экипаж перешёл на сторону Советской власти.
11 апреля 1918 года корабль присоединился к Ледовому походу советских кораблей из Гельсингфорса в Кронштадт под флагом начальника Морских сил Балтийского моря адмирала Щастного. Недалеко от маяка Ранкэ «Кречет» сел на мель и получил пробоину, однако благополучно достиг Кронштадта, где был официально включен в состав советского флота как посыльное судно.
2 марта 1921 года команда корабля своей резолюцией поддержала требования восставшего гарнизона Кронштадта.
10 декабря 1926 года судно было демобилизовано и передано в акционерное общество Совторгфлот. С 1927 года приписано к Одесскому Совторгфлоту (будущему Черноморскому морскому пароходству) и совершало грузопассажирские перевозки на Крымско-Кавказской линии (Одесса-Батуми) и Ближневосточной линии (Одесса-Александрия).